# Мініково (Тухольський повіт)
Мініково (пол. Minikowo) — село в Польщі, у гміні Любево Тухольського повіту Куявсько-Поморського воєводства.
Населення — 407 осіб (2011).
У 1975-1998 роках село належало до Бидгощського воєводства.

## Демографія
Демографічна структура станом на 31 березня 2011 року:
|          | Загалом | Допрацездатний вік | Працездатний вік | Постпрацездатний вік |
| -------- | ------- | ------------------ | ---------------- | -------------------- |
| Чоловіки | 204     | 48                 | 133              | 23                   |
| Жінки    | 203     | 51                 | 111              | 41                   |
| Разом    | 407     | 99                 | 244              | 64                   |